# Гребениковская культура
Гребениковская культура — археологическая культура эпохи мезолита, распространённая в междуречье Днепра, Дуная и Прута, на территории современных Молдавии и Украины. Наряду с кукрекской, донецкой, сероглазовской, горнокрымской культурами относится к зоне степного мезолита, в отличие от культур лесного мезолита (Кунда, Веретье, Бутовская, Пургасовская, Култинская, Камская и др.).
В междуречье Дуная и Днепра гребениковской культуре предшествуют раннемезолитические белолесская и анетовская культуры.